# Хасел (Северна Каролина)
Хасел (енгл. Hassell) град је у америчкој савезној држави Северна Каролина.

## Демографија
По попису из 2010. године број становника је 84, што је 12 (16,7%) становника више него 2000. године.
| Група             | 2000.      | 2010.      |
| Белци             | 27 (37,5%) | 35 (41,7%) |
| Афроамериканци    | 45 (62,5%) | 49 (58,3%) |
| Азијати           | 0 (0,0%)   | 0 (0,0%)   |
| Хиспаноамериканци | 0 (0,0%)   | 0 (0,0%)   |
| Укупно            | 72         | 84         |